# Белозерский кремль
Белозе́рский кремль — деревоземляное оборонительное сооружение «городской» части Белоозера, позже Белозерска, ныне это районный центр Вологодской области, Россия.

## Описание
Земляной вал (XV век) высотой около 30 метров. В плане имеет вид четырёхугольника (или почти треугольника) с несколько закруглёнными сторонами. На валу сверху деревянные стены и башни.
Башни: 5 глухих, 3 воротных:
1. Богословская — ворота заделаны;
2. Спасская;
3. Озадская;
4. Ильинская;
5. Воротная-Ильинская;
6. Луговая;
7. Покровская-Воротная;
8. Петровская.

Внутри кремля соборная церковь, воеводский двор, приказная изба, архиерейский двор, 2 монастырских двора (Кирилло-Белозерского и Новоезерского монастырей), боярские и обывательские дворы.

### О названиях башен
Если смотреть из середины кремля, то за Ильинскими башнями на некотором расстоянии от кремля находилась церковь Ильи Пророка (деревянная церковь, сохранилась до наших дней), за Спасской башней — церковь Спаса на горе, за Богословской башней — церковь Иоанна Богослова, за Петровской башней — церковь Петра и Павла. Озадская башня находилась в направлении Лозской дороги (ныне дорога Р-6 из Белозерска в Череповец), ведущей от Белозерска на юг к нынешним озёрам Лозскому и Азатскому (старое написание: Озадское). Эти два озера, соединённые проливом с несколькими островами, можно считать одним Лозско-Азатским озером (Озадское Илоезеро). На нём на острове находилась Озадская Илоезерская Иродионова мужская пустынь (Иродионова Илоезерская Богородицерождественская пустынь).

## История
Хорошо сохранившиеся до наших дней земляной вал и ров были построены в XV веке при Великом князе Иване III. На тридцатиметровом валу сверху были сооружены деревянные стены и башни, которые существовали до конца XVIII века, когда были разобраны из-за ветхости .
До середины XIV века Белоозеро (как тогда назвался Белозерск) находилось на 17 км восточнее современного места расположения, у истока реки Шексны, то есть там, где она вытекает из Белого озера. Когда город находился в старом месте (у истока Шексны), в нём, конечно, тоже существовал кремль. Этот кремль можно считать практически утраченным, особенно после того, как территория старого Белоозера была затоплена в 60-е годы XX века в результате строительства Череповецкого гидроузла (в посёлке Шексна), как части Волго-Балтийского водного пути. К счастью, перед затоплением были проведены довольно подробные археологические исследования на территории старого Белоозера.
30 августа 1960 года постановлением Совета Министров СССР ансамбль Белозерского кремля был поставлен под государственную охрану в качестве объекта культурного наследия союзного значения.

## Современное состояние
Вал хорошо сохранился до наших дней и до сих пор поражает своим грандиозным масштабом. Также сохранились некоторые постройки внутри кремля, в том числе Спасо-Преображенский собор. В силу очень хорошей сохранности земляного вала (по сравнению с крепостными валами в других городах России) Белозерский кремль никак нельзя считать утраченным.
Там, где были глухие башни, сейчас видны небольшие расширения земляного вала. Места, где раньше были ворота, теперь выглядят как некоторые «провалы» вала. В приведённом выше списке восемь башен перечислены по часовой стрелке, если смотреть на эту фотографию. Причём, Петровская башня на фотографии самая левая (угловая), а Ильинская глухая башня — на фотографии самая правая (угловая, около большого пруда).
В настоящее время основной вход на территорию кремля (трёхпролётный арочный краснокирпичный мост, построенный недавно, в XIX веке) там, где раньше находилась Богословская башня.